# Лауреаты Государственной премии Украины в области науки и техники (1971)
Лауреаты Государственной премии Украины в области науки и техники 1971 года — перечень награждённых государственной наградой Украинской ССР, присужденной в 1971 году за достижения в науке и технике.
На основании представления Комитета по Государственным премиям Украины в области науки и техники Центральный Комитет Компартии Украины и Совет Министров Украинской ССР вышло Постановление № 565 от 21 декабря 1971 г. «О присуждении Государственных премий Украины в области науки и техники в 1971 году»

## Лауреаты
| Премированная работа | Лауреаты                         | кратко про лауреата |
| --- | -------------------------------- | --- |
| «Открытие, теоретическое и экспериментальное исследование промежуточного состояния в антиферромагнетиках»                                         | Ковнер, Светлана Николаевна      | руководитель сектора Донецкого физико-технического Института Академии наук УССР                                                                                                 |
| «Открытие, теоретическое и экспериментальное исследование промежуточного состояния в антиферромагнетиках»                                         | Галкин, Александр Александрович  | академик АН УССР, директор Донецкого физико-технического Института Академии наук УССР                                                                                           |
| «Открытие, теоретическое и экспериментальное исследование промежуточного состояния в антиферромагнетиках»                                         | Фридман, Виталий Моисеевич       | младший научный сотрудник Физико-технического института низких температур Академии наук УССР                                                                                    |
| «Открытие, теоретическое и экспериментальное исследование промежуточного состояния в антиферромагнетиках»                                         | Дудко, Константин Львович        | старший инженер Физико-технического института низких температур Академии наук УССР                                                                                              |
| «Открытие, теоретическое и экспериментальное исследование промежуточного состояния в антиферромагнетиках»                                         | Попов, Валерий Александрович     | кандидат физико-математических наук, старший научный сотрудник Физико-технического института низких температур Академии наук УССР                                               |
| «Открытие, теоретическое и экспериментальное исследование промежуточного состояния в антиферромагнетиках»                                         | Ерёменко, Виктор Валентинович    | доктор физико-математических наук, профессор, заместитель директора Физико-технического института низких температур Академии наук УССР                                          |
| «Открытие, теоретическое и экспериментальное исследование промежуточного состояния в антиферромагнетиках»                                         | Стефановский, Евгений Петрович   | младший научный сотрудник Физико-технического института Академии наук УССР |
| «Открытие, теоретическое и экспериментальное исследование промежуточного состояния в антиферромагнетиках»                                         | Боровик, Андрей Евгеньевич       | кандидат физико-математических наук, младший научный сотрудник Физико-технического института Академии наук УССР                                                                 |
| «Открытие, теоретическое и экспериментальное исследование промежуточного состояния в антиферромагнетиках»                                         | Барьяхтар, Виктор Григорьевич    | доктор физико-математических наук, профессор, заведующий лабораторией Физико-технического института Академии наук УССР                                                          |
| «Коренное совершенствование технологии холодной листовой штамповки деталей и её внедрение на автомобильных заводах СССР»                          | Слонимский, Оскар Григорьевич    | заместитель начальника отдела Московского автомобильного завода имени Ленинского комсомола                                                                                      |
| «Коренное совершенствование технологии холодной листовой штамповки деталей и её внедрение на автомобильных заводах СССР»                          | Коломников, Валентин Петрович    | директор Московского автомобильного завода имени Ленинского комсомола |
| «Коренное совершенствование технологии холодной листовой штамповки деталей и её внедрение на автомобильных заводах СССР»                          | Фурманов, Юрий Александрович     | заместитель начальника прессового корпуса Запорожского автомобильного завода «Коммунар»                                                                                         |
| «Коренное совершенствование технологии холодной листовой штамповки деталей и её внедрение на автомобильных заводах СССР»                          | Сериков, Сергей Александрович    | директор Запорожского автомобильного завода «Коммунар» |
| «Коренное совершенствование технологии холодной листовой штамповки деталей и её внедрение на автомобильных заводах СССР»                          | Ершов, Владимир Иванович         | главный технолог прессово-кузовного производства, работник Министерства автомобильной промышленности                                                                            |
| «Коренное совершенствование технологии холодной листовой штамповки деталей и её внедрение на автомобильных заводах СССР»                          | Троицкий, Борис Николаевич       | начальник Главного управления по производству легковых автомобилей и автобусов                                                                                                  |
| «Коренное совершенствование технологии холодной листовой штамповки деталей и её внедрение на автомобильных заводах СССР»                          | Белый, Евгений Тимофеевич        | старший инженер Запорожского машиностроительного института имени Власа Чубаря                                                                                                   |
| «Коренное совершенствование технологии холодной листовой штамповки деталей и её внедрение на автомобильных заводах СССР»                          | Живой, Лев Иванович              | кандидат технических наук, доцент, заведующий кафедрой Запорожского машиностроительного института имени Власа Чубаря                                                            |
| «Коренное совершенствование технологии холодной листовой штамповки деталей и её внедрение на автомобильных заводах СССР»                          | Юдович, Симон Захарович          | кандидат технических наук, доцент Запорожского машиностроительного института имени Власа Чубаря                                                                                 |
| «Коренное совершенствование технологии холодной листовой штамповки деталей и её внедрение на автомобильных заводах СССР»                          | Михайлов, Павел Андреевич        | кандидат технических наук, доцент, ректор Запорожского машиностроительного института имени Власа Чубаря                                                                         |
| «Исследования в области украинской лексикологии и лексикографии, которые завершились созданием российско-украинского словаря в трех томах»        | Рыльский, Максим Фаддеевич       | академик (посмертно) |
| «Исследования в области украинской лексикологии и лексикографии, которые завершились созданием российско-украинского словаря в трех томах»        | Коробчинская, Любовь Андреевна   | кандидат филологических наук, старший научный сотрудник Института истории партии ЦК КП Украины — филиала Института марксизма-ленинизма при ЦК КПСС                              |
| «Исследования в области украинской лексикологии и лексикографии, которые завершились созданием российско-украинского словаря в трех томах»        | Пилинский, Николай Николаевич    | кандидат филологических наук, старший научный сотрудник Института языкознания имени А. А. Потебни Академии наук УССР                                                            |
| «Исследования в области украинской лексикологии и лексикографии, которые завершились созданием российско-украинского словаря в трех томах»        | Головащук, Сергей Иванович       | кандидат филологических наук, старший научный сотрудник Института языкознания имени А.                                                                                          |
| «Исследования в области украинской лексикологии и лексикографии, которые завершились созданием российско-украинского словаря в трех томах»        | Паламарчук, Леонид Сидорович     | кандидат филологических наук, старший научный сотрудник, заведующий отделом Института языкознания имени А.                                                                      |
| «Исследования в области украинской лексикологии и лексикографии, которые завершились созданием российско-украинского словаря в трех томах»        | Белодед, Иван Константинович     | академик АН УССР, директор Института языкознания имени А. |
| «Обоснование поисков и открытия нефтяных и газовых месторождений на больших глубинах в Днепровско-Донецкой впадине и Предкарпатском прогибе»      | Недзельский, Денис Ефремович     | главный геолог Красногвардейской экспедиции треста «Харьковнефтегазразведка» |
| «Обоснование поисков и открытия нефтяных и газовых месторождений на больших глубинах в Днепровско-Донецкой впадине и Предкарпатском прогибе»      | Турчаненко, Николай Тимофеевич   | главный инженер треста «Укргеофизразведка» |
| «Обоснование поисков и открытия нефтяных и газовых месторождений на больших глубинах в Днепровско-Донецкой впадине и Предкарпатском прогибе»      | Тхоржевский, Станислав Антонович | кандидат геолого-минералогических наук, главный геолог казахского производственного геологического управления по нефти и газу                                                   |
| «Обоснование поисков и открытия нефтяных и газовых месторождений на больших глубинах в Днепровско-Донецкой впадине и Предкарпатском прогибе»      | Чирвинская, Марина Владимировна  | кандидат геолого-минералогических наук, главный геолог треста «Укргеофизразведка»                                                                                               |
| «Обоснование поисков и открытия нефтяных и газовых месторождений на больших глубинах в Днепровско-Донецкой впадине и Предкарпатском прогибе»      | Мясников, Владлен Иванович       | главный геолог треста «Полтаванефтегазразведка» |
| «Обоснование поисков и открытия нефтяных и газовых месторождений на больших глубинах в Днепровско-Донецкой впадине и Предкарпатском прогибе»      | Ткачишин, Степан Васильевич      | главный геолог треста «Черниговнефтегазразведка» |
| «Обоснование поисков и открытия нефтяных и газовых месторождений на больших глубинах в Днепровско-Донецкой впадине и Предкарпатском прогибе»      | Шакин, Виктор Александрович      | кандидат геолого-минералогических наук, директор Украинского научно-исследовательского геологоразведочного института                                                            |
| «Обоснование поисков и открытия нефтяных и газовых месторождений на больших глубинах в Днепровско-Донецкой впадине и Предкарпатском прогибе»      | Порфирьев, Владимир Борисович    | академик АН УССР, заведующий отделом Института геологических наук Академии наук УССР                                                                                            |
| «Обоснование поисков и открытия нефтяных и газовых месторождений на больших глубинах в Днепровско-Донецкой впадине и Предкарпатском прогибе»      | Доленко, Григорий Назарович      | член-корреспондент АН УССР, директор Института геологии и геохимии горючих ископаемых Академии наук УССР                                                                        |
| «Обоснование поисков и открытия нефтяных и газовых месторождений на больших глубинах в Днепровско-Донецкой впадине и Предкарпатском прогибе»      | Ветрик, Сергей Петрович          | начальник Главнефтегазразведки Министерства геологии УССР |
| «Разработка технологии и комплекса машин для потокового сбора зерновых и зернобобовых культур с одновременным измельчением и скирдованием соломы» | Диденко, Александр Маркович      | кандидат технических наук, заместитель главного конструктора Государственного специализированного конструкторского бюро двигателей средней мощности                             |
| «Разработка технологии и комплекса машин для потокового сбора зерновых и зернобобовых культур с одновременным измельчением и скирдованием соломы» | Семененко, Игнат Харитонович     | бывший работник Запорожского государственного специального проектного конструкторско-технологического бюро                                                                      |
| «Разработка технологии и комплекса машин для потокового сбора зерновых и зернобобовых культур с одновременным измельчением и скирдованием соломы» | Останкович, Борис Фёдорович      | бывший работник Запорожского государственного специального проектного конструкторско-технологического бюро                                                                      |
| «Разработка технологии и комплекса машин для потокового сбора зерновых и зернобобовых культур с одновременным измельчением и скирдованием соломы» | Курилов, Алексей Петрович        | начальник отдела Запорожского государственного специального проектного конструкторско-технологического бюро                                                                     |
| «Разработка технологии и комплекса машин для потокового сбора зерновых и зернобобовых культур с одновременным измельчением и скирдованием соломы» | Евхута, Александр Антонович      | начальник отдела Запорожского государственного специального проектного конструкторско-технологического бюро                                                                     |
| «Разработка технологии и комплекса машин для потокового сбора зерновых и зернобобовых культур с одновременным измельчением и скирдованием соломы» | Федотов, Николай Михайлович      | главный конструктор Запорожского государственного специального проектного конструкторско-технологического бюро                                                                  |
| «Разработка технологии и комплекса машин для потокового сбора зерновых и зернобобовых культур с одновременным измельчением и скирдованием соломы» | Никитенко, Иван Трифонович       | кандидат сельскохозяйственных наук, бывший работник, старший научный сотрудник Украинского научно-исследовательского института механизации и электрификации сельского хозяйства |
| «Разработка технологии и комплекса машин для потокового сбора зерновых и зернобобовых культур с одновременным измельчением и скирдованием соломы» | Шидловский, Юрий Маркович        | кандидат технических наук, старший научный сотрудник Украинского научно-исследовательского института механизации и электрификации сельского хозяйства                           |
| «Разработка технологии и комплекса машин для потокового сбора зерновых и зернобобовых культур с одновременным измельчением и скирдованием соломы» | Каплин, Игорь Николаевич         | старший научный сотрудник Украинского научно-исследовательского института механизации и электрификации сельского хозяйства                                                      |
| «Разработка технологии и комплекса машин для потокового сбора зерновых и зернобобовых культур с одновременным измельчением и скирдованием соломы» | Галенко, Михаил Давидович        | заведующий отделом Украинского научно-исследовательского института механизации и электрификации сельского хозяйства                                                             |
| «Создание и внедрение в промышленностькомплексов машин и механизмов с подготовки металлической шихты для металлургических печей»                  | Рябинкин, Владимир Васильевич    | директор Константиновского завода «Вторчермет» |
| «Создание и внедрение в промышленностькомплексов машин и механизмов с подготовки металлической шихты для металлургических печей»                  | Скринченко, Герман Иванович      | слесарь Днепропетровского завода «Вторчермет» |
| «Создание и внедрение в промышленностькомплексов машин и механизмов с подготовки металлической шихты для металлургических печей»                  | Солока, Михаил Леонтьевич        | начальник отдела Днепропетровского завода «Вторчермет» |
| «Создание и внедрение в промышленностькомплексов машин и механизмов с подготовки металлической шихты для металлургических печей»                  | Косенко, Виктор Иванович         | директор Днепропетровского завода «Вторчермет» |
| «Создание и внедрение в промышленностькомплексов машин и механизмов с подготовки металлической шихты для металлургических печей»                  | Масенко, Михаил Васильевич       | начальник цеха Днепропетровского завода «Вторчермет» |
| «Создание и внедрение в промышленностькомплексов машин и механизмов с подготовки металлической шихты для металлургических печей»                  | Чукмасов, Сергей Фёдорович       | доктор технических наук, профессор |
| «Создание и внедрение в промышленностькомплексов машин и механизмов с подготовки металлической шихты для металлургических печей»                  | Пузырьков, Павел Иванович        | кандидат технических наук, доцент, работник Днепропетровского металлургического института                                                                                       |
| «Создание и внедрение в промышленностькомплексов машин и механизмов с подготовки металлической шихты для металлургических печей»                  | Зазимко, Анатолий Иванович       | кандидат технических наук, доцент, работник Днепропетровского металлургического института                                                                                       |
| «Создание и внедрение в промышленностькомплексов машин и механизмов с подготовки металлической шихты для металлургических печей»                  | Головский, Людвиг Петрович       | кандидат технических наук, доцент, работник Днепропетровского металлургического института                                                                                       |
| «Создание и внедрение в промышленностькомплексов машин и механизмов с подготовки металлической шихты для металлургических печей»                  | Щепанский, Владимир Николаевич   | начальник производственного объединения «Укрвторчормет» при Министерстве чёрной металлургии УССР                                                                                |
| «Цикл работ по термоупругости» | Коваленко, Анатолий Дмитриевич   | академик АН УССР, заведующий отделом Института механики Академии наук УССР |
| «Цикл работ по исследованию радиоизлучения широких атмосферных ливней (ШАЗ) космических лучей»                                                    | Атрашкевич, Владимир Борисович   | старший инженер Московского государственного университета имени М. В Ломоносова                                                                                                 |
| «Цикл работ по исследованию радиоизлучения широких атмосферных ливней (ШАЗ) космических лучей»                                                    | Аскарьян, Гурген Ашотович        | кандидат физико-математических наук, старший научный сотрудник Физического института имени П. Н. Лебедева Академии наук СССР                                                    |
| «Цикл работ по исследованию радиоизлучения широких атмосферных ливней (ШАЗ) космических лучей»                                                    | Христиансен, Георгий Борисович   | доктор физико-математических наук, профессор Московского государственного университета имени М. В Ломоносова                                                                    |
| «Цикл работ по исследованию радиоизлучения широких атмосферных ливней (ШАЗ) космических лучей»                                                    | Кусок, Евгений Степанович        | старший научный сотрудник Харьковского государственного университета имени А. М. Горького                                                                                       |
| «Цикл работ по исследованию радиоизлучения широких атмосферных ливней (ШАЗ) космических лучей»                                                    | Воловик, Валентин Дмитриевич     | кандидат физико-математических наук, доцент Харьковского государственного университета имени А.                                                                                 |
| «Цикл работ по исследованию радиоизлучения широких атмосферных ливней (ШАЗ) космических лучей»                                                    | Залюбовский, Илья Иванович       | доктор физико-математических наук, профессор, заведующий кафедрой Харьковского государственного университета имени А. М. Горького                                               |
| «Шеститомный труд „История украинского искусства“»                                                                                                | Заболотный, Владимир Игнатьевич  | доктор архитектуры |
| «Шеститомный труд „История украинского искусства“»                                                                                                | Затенацкий, Яков Павлович        | доктор искусствоведения |
| «Шеститомный труд „История украинского искусства“»                                                                                                | Жолтовский, Павел Николаевич     | кандидат искусствоведения, старший научный сотрудник, заведующий отделом Государственного музея этнографии и художественного промысла Академии наук УССР                        |
| «Шеститомный труд „История украинского искусства“»                                                                                                | Нельговский, Юрий Панасович      | кандидат архитектуры, заведующий сектором Научно-исследовательского института теории, истории и перспективных проблем советской архитектуры в Киеве                             |
| «Шеститомный труд „История украинского искусства“»                                                                                                | Головко, Григорий Владимирович   | директор Научно-исследовательского института теории, истории и перспективных проблем советской архитектуры в Киеве                                                              |
| «Шеститомный труд „История украинского искусства“»                                                                                                | Афанасьев, Василий Андреевич     | кандидат искусствоведения, старший научный сотрудник Института искусствоведения, фольклора и этнографии имени Максима Рыльского Академии наук УССР                              |
| «Шеститомный труд „История украинского искусства“»                                                                                                | Асеев, Юрий Сергеевич            | кандидат архитектуры, доцент, заведующий кафедрой Киевского государственного художественного института                                                                          |
| «Шеститомный труд „История украинского искусства“»                                                                                                | Турченко, Юрий Яковлевич         | доктор искусствоведения, профессор, заведующий отделом Института искусствоведения, фольклора и этнографии имени Максима Рыльского Академии наук УССР                            |
| «Шеститомный труд „История украинского искусства“»                                                                                                | Касиян, Василий Ильич            | действительный член Академии художеств СССР, профессор, заведующий кафедрой Киевского государственного художественного института                                                |
| «Шеститомный труд „История украинского искусства“»                                                                                                | Бажан, Николай Платонович        | академик АН УССР, руководитель работы |